# Sauli Niinistö
Sauli Niinistö (/ˈsɑu̯li ˈniːnistø/), né le 24 août 1948 à Salo, est un avocat et homme d'État finlandais d'obédience libérale-conservatrice. Il est président de la république de Finlande du 1er mars 2012 au 1er mars 2024.
Membre du Parti de la coalition nationale (Kok), il en devient le président en 1994. Il est, à ce titre, plusieurs fois ministre entre 1995 et 2003.
Candidat des conservateurs à l'élection présidentielle de 2006, il est finalement défait lors du second tour par la présidente sociale-démocrate sortante Tarja Halonen. Il retrouve ensuite un certain poids politique comme président du Parlement, entre 2007 et 2011.
De nouveau candidat lors du scrutin présidentiel de 2012, il en remporte le second tour face à l'écologiste Pekka Haavisto et devient alors le premier président conservateur du pays depuis Juho Kusti Paasikivi. Il s'efforce notamment de  mener une politique étrangère pragmatique, conciliant l'appartenance de la Finlande à l'Union européenne et des rapports étroits avec la Russie.
Briguant un second mandat de six ans en 2018, il est largement réélu dès le premier tour de l'élection présidentielle. Quelques mois avant le terme de sa présidence, la Finlande intègre l'OTAN.

## Biographie

### Jeunesse, études et mariages
Issu d'un milieu plutôt modeste, Sauli Niinistö est le dernier né d'une fratrie de quatre enfants. L'un de ses neveux, Ville Niinistö, originaire de Turku, est lui-même entré en politique sous les couleurs de la Ligue verte ; il a même siégé au sein du gouvernement de coalition dirigé par Jyrki Katainen, comme ministre de l'Environnement et a pu côtoyer son oncle dans le cadre de ses fonctions officielles, une fois que celui-ci est devenu président en 2012.
En 1974, il épouse Marja-Leena Alanko, avec laquelle il a deux fils, prénommés Nuuti, né en 1975, et Matias, qui voit le jour cinq ans plus tard. Au mois de janvier 1995, alors que les enfants du couple sont encore jeunes, Marja-Leena Niinistö trouve la mort au cours d'un accident de la circulation. Devenu veuf, Sauli s'occupe seul de l'éducation de ses deux fils et consacre plusieurs pages à cette tragédie dans une autobiographie, Viiden vuoden yksinäisyys (« Cinq ans de solitude »), parue en 2005.
À partir de 2003, la presse finlandaise révèle la liaison qu'entretient Sauli Niinistö avec Tanja Karpela, ancienne reine de beauté fraîchement nommée ministre de la Culture, elle-même dotée d'une réputation sulfureuse quant à sa propre vie privée ; quelques mois après la révélation de cette romance, les deux amants annoncent publiquement leurs fiançailles, mais se séparent quelques mois plus tard, en 2004. Cette même année, séjournant en Asie en compagnie de ses deux fils, il échappe avec eux au violent tsunami dévastant l'espace régional de l'océan Indien, parvenant même à sauver l'un d'eux lui-même, ce que relèvera la presse finlandaise.
Le 3 janvier 2009, deux ans après le début de leur relation, Sauli Niinistö s'unit à Jenni Elina Haukio, une attachée de presse travaillant pour le compte du Kok, de vingt-neuf ans sa cadette ; leur mariage a lieu en l'église de Reposaari, en présence des proches du couple. Le 9 octobre 2017, la présidence de la République annonce la naissance prochaine, d'ici le mois de février 2018, de leur premier enfant en commun.

### Premiers pas en politique
C'est à Salo, sa ville natale, que Niinistö fonde son propre cabinet d'avocat avant d'entrer dans la vie politique nationale.
Niinistö siège au conseil municipal de Salo de 1977 à 1992 et est élu membre de la Diète nationale du district de Finlande du Sud en 1987. En 1994 il est désigné pour diriger le Parti de la coalition nationale, alors principale force de l'opposition au gouvernement du centriste Esko Aho.

### Figure de la coalition arc-en-ciel
À la suite des élections législatives de 1995 et de la formation d'une « coalition arc-en-ciel » avec les sociaux-démocrates, les communistes, les écologistes et les suédophones, il devient ministre de la Justice, et suppléant du Premier ministre, titre équivalent à celui de vice-Premier ministre. Le 2 février 1996, il devient ministre des Finances, et se fait dès lors connaître pour sa politique budgétaire stricte ainsi que sa passion du roller.
Doté d'un fort charisme auprès des sympathisants de son parti, Niinistö est poussé par la direction de son parti à présenter sa candidature à l'élection présidentielle de 2000. Après réflexion, il refuse, jugeant mince la probabilité de son élection. Le parti choisit à sa place la présidente de l'Eduskunta Riitta Uosukainen, qui termine troisième avec un peu plus de 12 %.

### Retrait temporaire
Remplacé par Ville Itälä comme chef du parti en août 2001, Niinistö devient vice-président du Conseil d'administration de la Banque européenne d'investissement, peu après la fin de sa carrière ministérielle en 2003.
Par ailleurs, Niinistö occupa les fonctions de président honoraire du Parti populaire européen (PPE), après avoir réussi à négocier la fusion de l'Union démocratique européenne (UDE), dans le PPE en 2002.

### Première campagne présidentielle
En mars 2005, Niinistö annonce sa candidature à l'élection à la présidence de la République qui doit se tenir l'année suivante, en 2006. Il représente le Parti de la coalition nationale, défiant la présidente sortante Tarja Halonen du Parti social-démocrate, et le Premier ministre Matti Vanhanen du Parti du Centre.
Durant toute sa campagne électorale, il se fait remarquer pour son soutien à l'Organisation du traité de l'Atlantique nord (OTAN).
Au premier tour de scrutin, il remporte 725 886 voix, soit 24,1 % des voix. Il se classe ainsi en seconde position, derrière la présidente Halonen qui le devance de 670 000 suffrages, mais devant le Premier ministre Vanhanen, qui accuse un retard de 164 000 voix. Au second tour, Niinistö parvient à réduire très fortement l'écart avec la chef de l'État; à seulement 112 000 voix, mais échoue à se faire élire, concédant la défaite avec 1 518 333 voix, ce qui correspond à 48,21 % des suffrages.

### Président du Parlement
Peu après sa défaite à l'élection présidentielle, il annonce qu'il n'a pas l'intention d'entrer au gouvernement, préférant se consacrer à la préparation du prochain scrutin parlementaire. Lors des législatives de 2007, il rassemble sur son nom 60 498 votes préférentiels, ce qui constitue un record.
Après les élections législatives, il est élu président de l'Eduskunta, devenant ainsi le troisième personnage de l'État, derrière le président de la République et le Premier ministre.
En novembre 2009, Niinistö est élu à la présidence de l'Association finlandaise de football, une charge qu'il assume parallèlement à la présidence du Parlement.

### Élection présidentielle de 2012

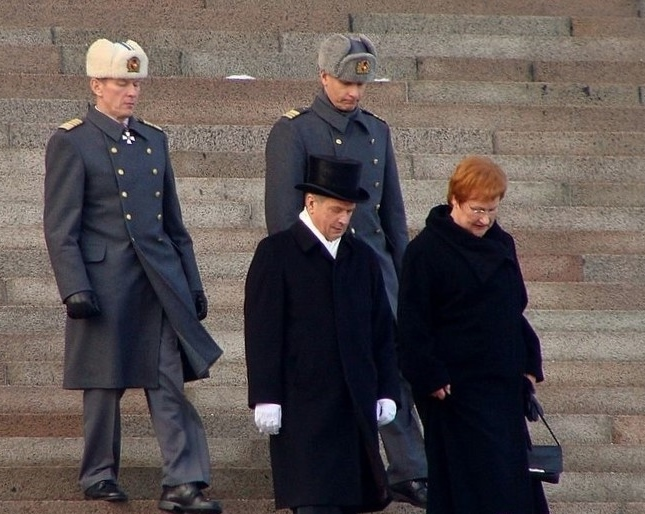
Le président Sauli Niinistö quitte le Parlement après la cérémonie d'investiture en compagnie de la présidente sortante Tarja Halonen.

À l'approche des élections législatives de 2011, Sauli Niinistö déclare ne pas avoir l'intention de se présenter à ce scrutin, dans le dessein de préparer sa campagne pour l'élection présidentielle de 2012, dont il semble être le grand favori devant le populiste Timo Soini et le social-démocrate Paavo Lipponen.
À cette occasion, la presse revient sur la vie personnelle tourmentée de Niinistö et fait de l'épouse du candidat conservateur, Jenni Haukio, l'une des grandes figures de sa campagne.
Alors que la campagne présidentielle porte essentiellement sur la place de la Finlande dans l'Union européenne, Niinistö, candidat conservateur, se fait le garant d'une Finlande qui doit s'affirmer davantage dans la zone euro.
Au premier tour de scrutin, il vire en tête en recueillant 1 131 254 voix, soit 37 %. Il se retrouve opposé au second tour à un écologiste libéral, le candidat de la Ligue verte Pekka Haavisto. Les deux candidats connaissent une progression en voix assez identique, ce qui lui permet de l'emporter facilement avec 1 802 328 suffrages, soit 62,6 %.

### Président de la République

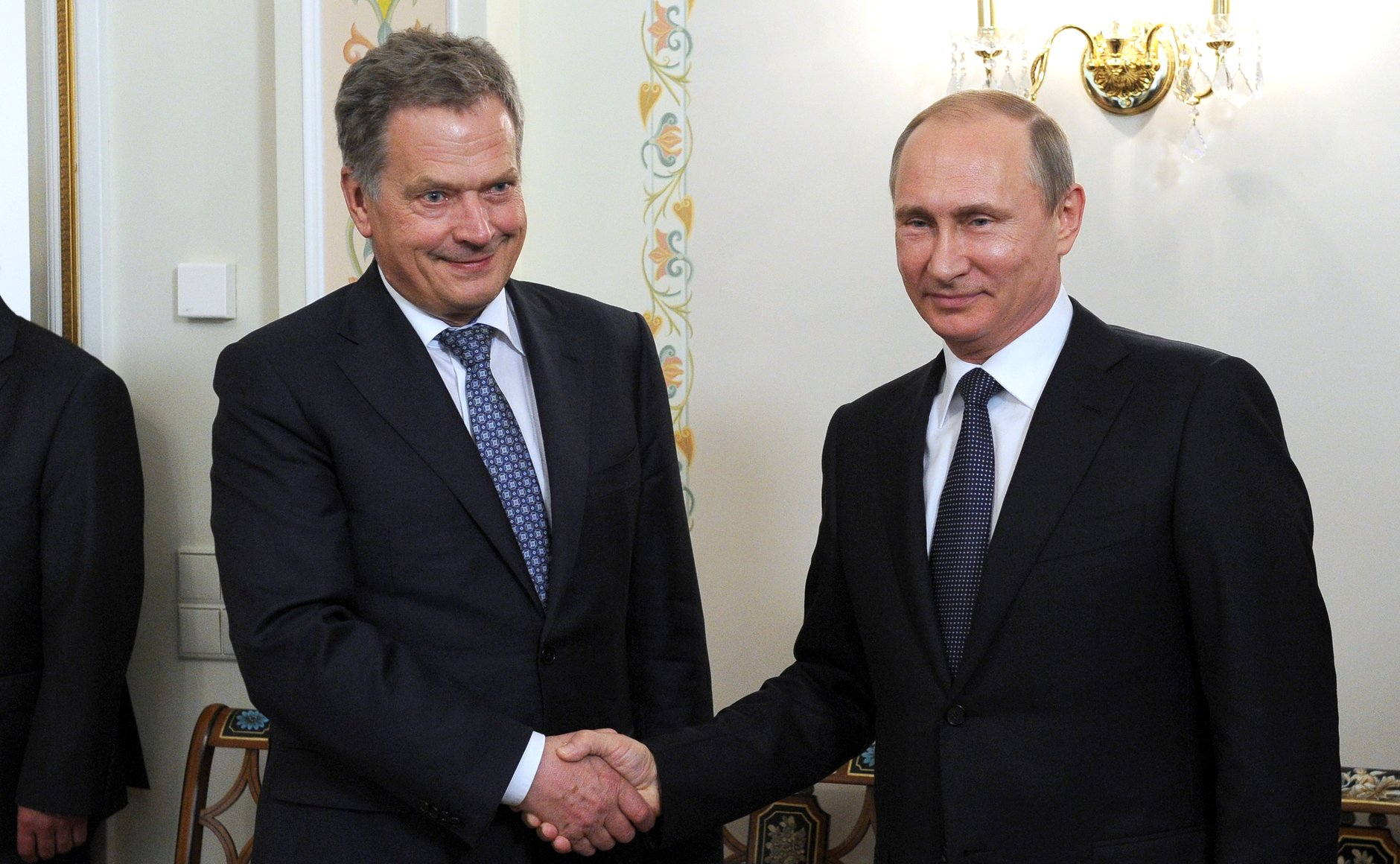
Sauli Niinistö et le président russe Vladimir Poutine, le 16 juin 2015.

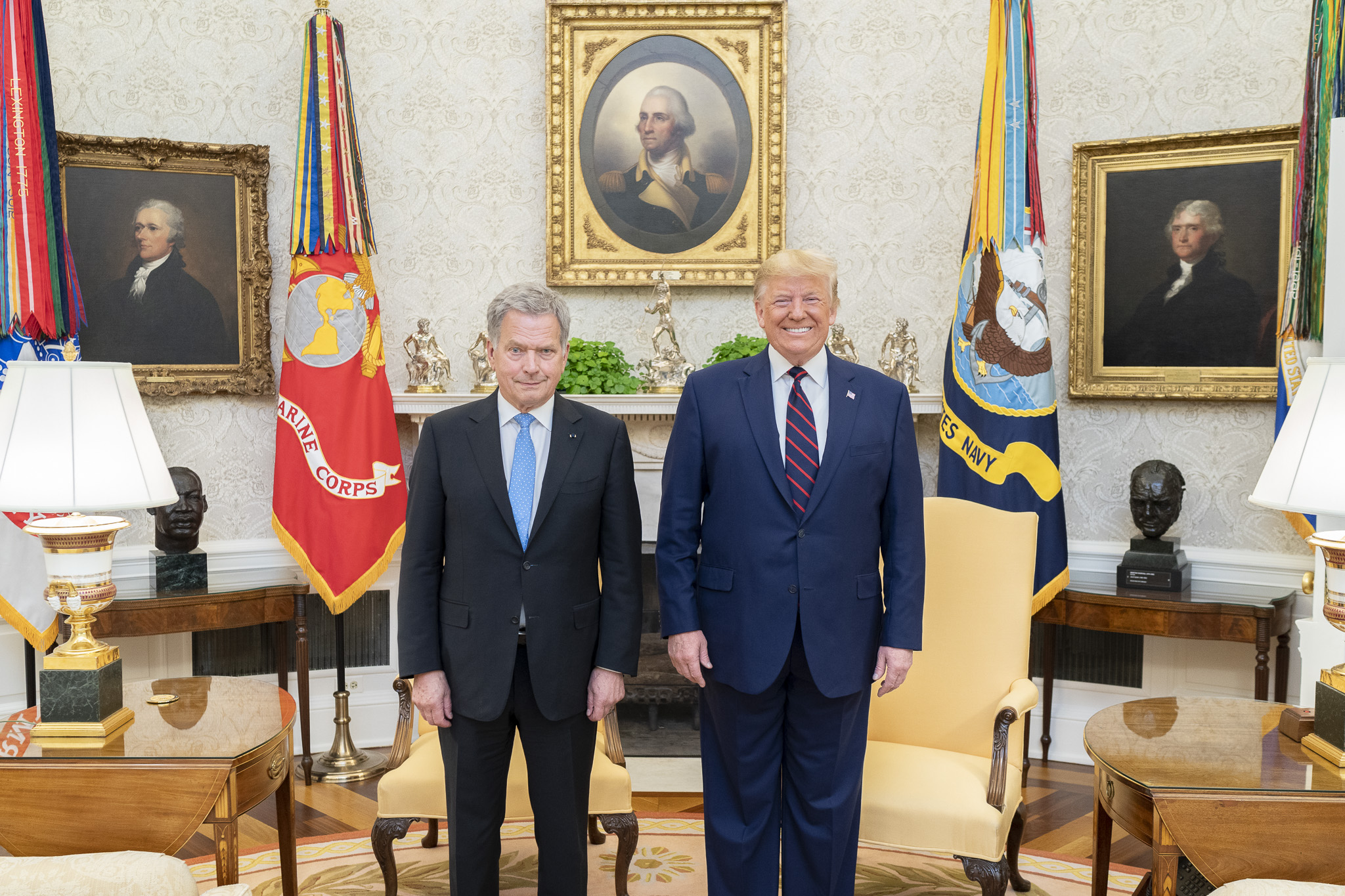
Sauli Niinistö et le président américain Donald Trump, le 2 octobre 2019.

Sauli Niinistö, conformément à la Constitution, prête serment le 1er mars 2012 au palais de l'Eduskunta, siège du Parlement, en tant que nouveau président de la République. C'est la présidente sortante, Tarja Halonen, qui lui remet ses pouvoirs. La cérémonie, qui se tient dans la grande salle du Parlement, est présidée par Eero Heinäluoma, le président du Parlement.
Dans son premier discours, qu'il prononce devant les députés, le nouveau chef de l'État exprime son inquiétude quant au système de protection sociale financière et les emprunts d'argent réguliers du gouvernement, dirigé par le conservateur Jyrki Katainen, n'hésitant pas à évoquer des « signaux d'alarme » pour l'économie nationale. Le jour de son investiture, il fait savoir qu'il suivra la tradition instaurée par ses prédécesseurs et qu'il devrait résider à Mäntyniemi, la seconde résidence présidentielle située dans la capitale, préférant faire du palais présidentiel un lieu de travail.
Avec l'investiture du président Sauli Niinistö, l'exécutif finlandais est dirigé par deux membres du Kokoomus. Aucun conservateur n'avait été président de la république de Finlande depuis 1956 et la fin du mandat de Juho Kusti Paasikivi.
En février 2013, alors qu'il s'est favorablement prononcé pour un effort budgétaire assumé par les institutions, le président Niinistö propose au gouvernement l'étude d'un projet de loi réduisant le salaire du président de la République, sans, cependant, modifier le montant des pensions attribuées aux anciens chefs de l'État.
Il se porte candidat à sa réélection lors de l'élection présidentielle de 2018, mais cette fois en tant que candidat indépendant, soutenu par une association d'électeurs. À l'issue du premier tour le 28 janvier, il est largement réélu en obtenant 62,7 % des voix.

## Distinctions
- Grand-croix de l'ordre royal norvégien du Mérite